# Antoine Charles François Wallays
Antoine Charles François Wallays ( Courtrai 1812 - 1888 ) fue un micólogo, y zoólogo belga.

## Algunas publicaciones
- gérard daniel Westendorp, antoine charles françois Wallays. 1845. Herbier cryptogamique, ou collection des plantes cryptogames et agames qui croissent en Beigique. Herb. Crypt. Belg. 1 : 39 (28 fasc.)

- La abreviatura «Wallays» se emplea para indicar a Antoine Charles François Wallays como autoridad en la descripción y clasificación científica de los vegetales.[1]